# São Pedro (Peniche)
Pour les articles homonymes, voir São Pedro.
São Pedro est une freguesia portugaise du district de Leiria située dans la sous-région de l’Ouest.
Avec une superficie de 3,19 km2 et une population de 2 095 habitants (2001), la paroisse possède une densité de 656,7 hab/km2.